# GOOD LUCK TO YOU
GOOD LUCK TO YOU（グッド・ラック・トゥ・ユー）は真行寺恵里の3枚目のシングル。

## 内容
レコーディングに横関敦がギターで参加した。初のマキシシングルだが、表題曲・カップリング共にアルバム未収録。

## 批評
CDジャーナルは「キーボード主体のアレンジが時折鬱陶しく、ロック色を薄める結果になっている気がするが、横関敦のギター・プレイは聴きモノ」と評した。

## 収録曲
全曲　作詞：真行寺恵里、作詞：真行寺恵里・伊藤真太郎、編曲：伊藤真太郎
1. GOOD LUCK TO YOU
2. 日はまた昇る
3. カタヲモイ